# Cretoscarabaeus gibbosus
Cretoscarabaeus gibbosus là một loài bọ cánh cứng trong họ Bọ hung (Scarabaeidae).